# Минц, Владимир Михайлович
Влади́мир Миха́йлович Минц (латыш. Vladimirs Mincs, имя при рождении Владимир (Вольф) Михелевич Минц, 4 [16] сентября 1872, Динабург, Витебская губерния, Российская империя (ныне Даугавпилс, Латвия) — февраль 1945 или 12 ноября 1944, Бухенвальд, Германия) — латвийский хирург, учёный-медик и общественный деятель.

## Биография
Владимир Михелевич Минц родился 4 (16) сентября 1872 года в Динабурге в еврейской семье. Родители — купец второй гильдии Михель Нохимович (Михаил Наумович) Минц (1838—?) и Элька Файвелевна (Ольга Павловна) Минц (урождённая Фридлянд, 1844—?).
Среднее образование получил в Рижской городской гимназии (вып. 1890). Затем окончил медицинский факультет Юрьевского университета (1895) и в течение года работал ассистентом факультетской хирургической клиники у профессора Вернера фон Мантейфеля. В 1896 году защитил диссертацию на степень доктора медицины «О расстройстве вращательных движений после перелома предплечья». Затем ещё год стажировался в Берлине в Еврейской больнице у известного хирурга Джеймса Израэля.
В 1897 году он вернулся в Россию, работал ассистентом в хирургической клинике Юрьевского университета (1897), с 1898 года в хирургической клинике Старо-Екатерининской больницы; в 1901 году возглавил хирургическое отделение больницы. С 1905 года — приват-доцент Московского университета по кафедре госпитальной хирургической клиники, с 1917 года — профессор оперативной хирургии и топографической анатомии. Во время Первой мировой войны был руководителем хирургического отделения Главного московского госпиталя и ряде других лечебных учреждений.
После покушения на Владимира Ленина 30 августа 1918 года Минц провёл операцию и возглавил группу врачей, лечивших советского лидера. В дальнейшем благодаря помощи Ленина Минцу было разрешено в 1920 году вернуться в Ригу, где он работал в еврейской больнице «Бикур-Холим»; в 1924 году возглавил её хирургическое отделение.
В 1923—1924 гг. был врачом абиссинской королевы и наследника. В феврале 1926 года после покушения на советских дипкурьеров в Латвии оперировал раненого Иоганна Махмасталя.
После присоединения Латвии к СССР в 1940—1941 годах руководил хирургическим отделением в клинике Латвийского государственного университета.
После нацистского вторжения в СССР, в 1941—1943 годах жил в Рижском гетто с разрешением днём находиться в клинике. В 1943 году руководил созданной в гетто больницей. За отказ оперировать трёх немецких офицеров Минц был перемещён в концлагерь Кайзервальд, а в 1944 году депортирован в Бухенвальд, где погиб в феврале 1945 года (по другим сведениям — 12 ноября 1944 года).

## Научная и общественная работа
Владимир Минц был одним из основателей современной российской и латвийской хирургических школ. Он опубликовал более 100 статей и книг по нейрохирургии, пластической хирургии, ортопедии, гинекологии, урологии и онкологии. Его учениками был ряд латвийских хирургов, в том числе Владимир Голберг, Генрих Шнейдер, Михаил Дублинский и Лев Хнох.
С 1904 до 1916 года Минц являлся секретарём Всероссийского хирургического общества; с 1914 года — действительный член Международного общества хирургов. Редактировал газету «Хирургический вестник».
В 1916 году на съезде хирургов Минц демонстрировал новую на тот момент операцию по извлечению инородного тела из лёгкого, а в 1926 году провёл первую в Латвии хирургическую операцию по удалению доли лёгкого.

## Семья
Генеалогия семьи Минц прослежена с XVI века на 17 поколений и опубликована старшим братом Владимира Паулем Минцем в книге «Познание святых» в 1907 году. У Михла Минца было пять сыновей, трое из них (Пауль, Владимир и Наум) стали известными в Латвии и за её пределами людьми.
Пауль Минц был юристом-правоведом, одним из авторов первой латвийской Конституции, занимал различные должности в правительстве Латвии, в еврейских общественных организациях. Погиб в 1941 году в ГУЛАГе.

## Киновоплощение
1969 — «Штрихи к портрету В. И. Ленина». Фильм 3-й. «Воздух Совнаркома» В роли Владимира Минца — Марк Прудкин

## Архивные документы
- ЦИАМ — Ф. 418. — Оп. 83. — Д. 202 (формулярный список, автобиография)